# Grebenstein
Grebenstein è un comune tedesco di 5 790 abitanti,, situato nel land dell'Assia.

## Amministrazione

### Gemellaggi
- Sarsina